# Inter Caetera (Callisto III)
La Bolla Papale “Inter Caetera” del 1456 del Papa Callisto III conferma l’estensione territoriale indicata nella Bolla Papale  “Romanus Pontifex”, concedendo in aggiunta all’Ordine di Cristo l’autorità ecclesiastica in quegli stessi territori acquisiti e da acquisire.

La Bolla "Inter Caterea" di Callisto III ha ribadito la Bolla Papale "Dum Diverse" di papa Niccolò V nel 1452 (l’anno prima della caduta dell’Impero d’Oriente di Costantinopoli da parte dell’impero Ottomano) che autorizzava Alfonso V del Portogallo a conquistare saraceni e pagani e a consegnarli alla “servitù perpetua“:
“Vi concediamo con questi documenti, con la nostra Autorità Apostolica, pieno e libero permesso di invadere, ricercare, catturare e soggiogare i Saraceni e i pagani e ogni altro non credente e nemico di Cristo ovunque si trovino, così come i loro regni, ducati, contee, principati e altri beni […] e ridurre le loro persone in servitù perpetua”.
La Bolla "Inter Caterea" è stata poi rinnovata a loro volta da papa Sisto IV nel 1481 e papa Leone X nel 1514 con "Precelse Denotionis"